# Ruynes-en-Margeride
Ruynes-en-Margeride település Franciaországban, Cantal megyében. Lakosainak száma 715 fő (2022. január 1.). Ruynes-en-Margeride Anglards-de-Saint-Flour, Chaliers, Clavières, Saint-Georges, Vabres, Védrines-Saint-Loup és Val-d'Arcomie községekkel határos.

## Népesség
A település népessége az elmúlt években az alábbi módon változott:
| Lakosok száma | 672  | 591  | 605  | 639  | 637  | 671  | 707  | 712  | 712  | 715  |
|               | 1968 | 1982 | 1990 | 2006 | 2013 | 2015 | 2017 | 2019 | 2020 | 2022 |